# Julian Bond

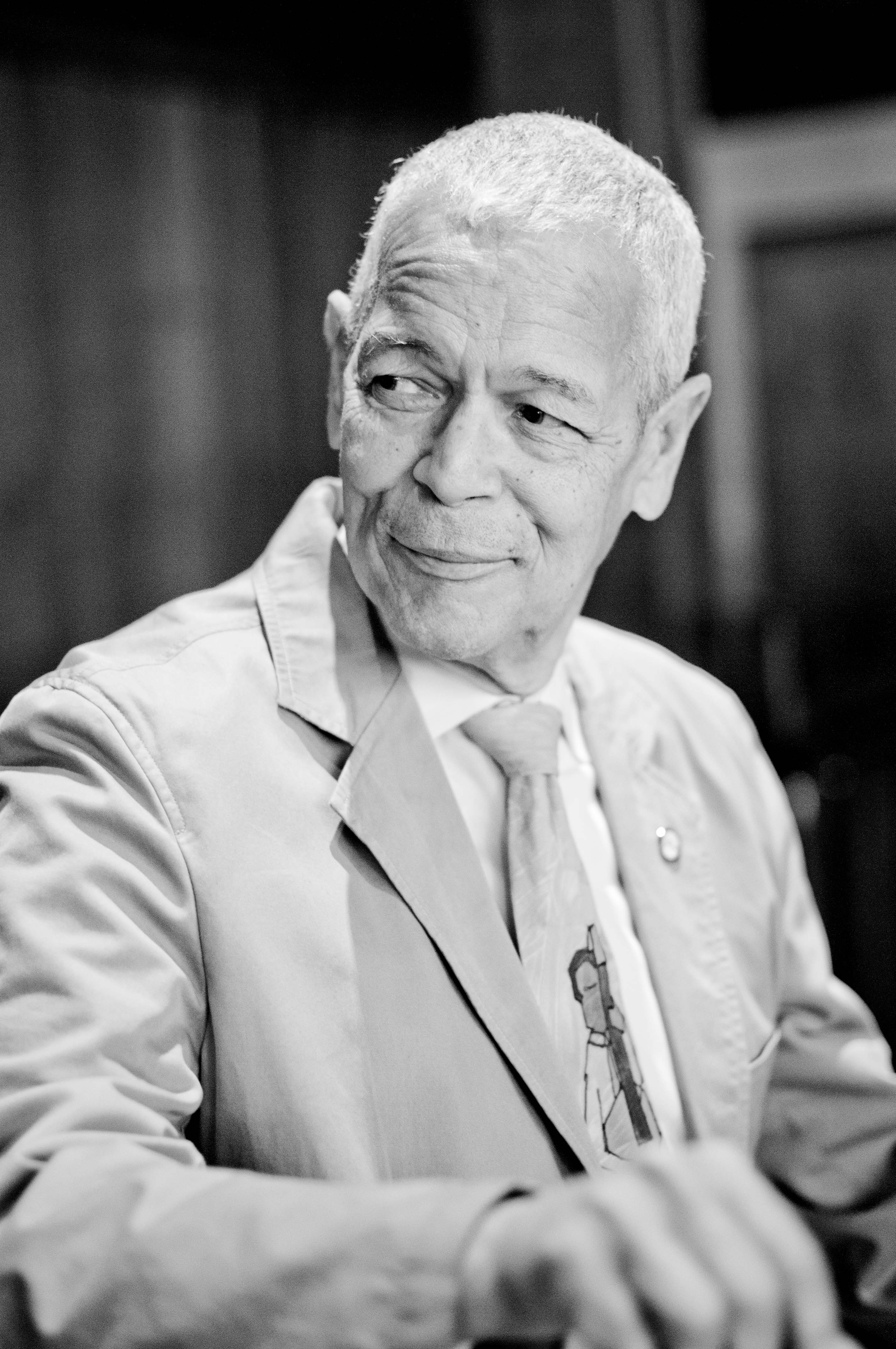
Julian Bond, 2012

Horace Julian Bond (* 14. Januar 1940 in Nashville, Tennessee; † 15. August 2015 in Fort Walton Beach, Florida) war ein amerikanischer Bürgerrechtler, Politiker, Professor und Autor. Er war einer der Führer der Afrikanisch-Amerikanischen Bürgerrechtsbewegung sowie Mitbegründer des Student Nonviolent Coordinating Committee (SNCC). Von 1967 bis 1974 war er Abgeordneter im Repräsentantenhaus von Georgia, 1976–1987 Mitglied des Senats von Georgia und ab 1971 erster Präsident des Southern Poverty Law Center.

## Leben
Julian Bond war das Kind von zwei Eltern aus dem akademischen Bereich. Seine Mutter Julia Agnes war Bibliothekarin, sein Vater Horace Lehrer und erster schwarzer Präsident der Lincoln University, Pennsylvania. Julian schloss 1957 die Schule ab und begann sich 1960 politisch zu organisieren, zunächst im SNCC. Zwischen 1960 und 1963 führte er die Studentenproteste gegen die zweitklassige Behandlung Schwarzer im Bundesstaat Georgia an. 1971 erhielt er seinen Bachelor und gründete zusammen mit Morris Dees das Southern Poverty Law Center, eine Rechtsberatungsstelle in Montgomery, Alabama. Dieser Einrichtung stand er bis 1979 als Präsident vor; er blieb bis zu seinem Tod im Direktorium.
1964 und 1965 ermöglichten Gesetzesänderungen erstmals die Zulassung von Afroamerikanern zur Wahl, und sie konnten sich als Kandidaten für Repräsentantenhaus und Kongress aufstellen lassen. Beim ersten Anlauf 1966 wurde Bond jedoch nicht als Kandidat zugelassen, weil er offen gegen den Vietnamkrieg und damit für Kriegsdienstverweigerung eingetreten war. Der Fall kam vor das Oberste Gericht und wurde zugunsten von Bond entschieden. Er trat als Abgeordneter der Demokratischen Partei 1967 ins Repräsentantenhaus von Georgia ein und blieb dort vier Wahlperioden lang, bis 1975. Es schlossen sich bis 1987 sechs Wahlperioden im Senat von Georgia an.
Nach dem Ende seiner politischen Karriere lehrte Julian Bond an mehreren Universitäten der USA. Er trat für die Gleichbehandlung Homosexueller und die Legalisierung der Gleichgeschlechtlichen Ehe ein, sprach sich gegen die Kriege unter der Regierung von George W. Bush aus und protestierte gegen die Verlegung der Keystone XL Öl-Pipeline durch unberührte Naturlandschaften in Kanada und dem Norden der USA.
Julian Bond war medienaffin. Er schrieb und sprach regelmäßige politische Kommentare für amerikanische Radio- und Fernsehsender. Am 9. April 1977 war er Gastgeber von Saturday Night Live.
Julian Bond war ein Mitglied im Bund der Freimaurer, seine Loge in Atlanta (St. James Lodge No. 4) ist unter der Prince Hall Großloge konstituiert.